# Horvát Lili
Horvát Lili (Budapest, 1982. április 13. –) magyar filmrendező, forgatókönyvíró.

## Élete
Az ELTE Radnóti Miklós Gyakorló Gimnáziumban érettségizett 2001-ben, majd egy évig a párizsi Université de la Sorbonne Nouvelle – Paris III cinéma szakán tanult. 2002-ben felvették a Színház- és Filmművészeti Egyetem film- és televíziórendező szakára, Gothár Péter és Enyedi Ildikó osztályába. Itt szerzett diplomát 2009-ben, majd 2010 és 2013 között a doktori iskola hallgatója volt. 2005-ben a Hochschule für Film und Fernsehen Konrad Wolf – Potsdam-Babelsberg filmfőiskolán tanult Erasmus-ösztöndíjjal. 2011-ben a berlini Nipkow Programm ösztöndíjasa volt.
Napszúrás című, német–magyar koprodukcióban készült diplomafilmje a szarajevói filmfesztiválon debütált, később számos hazai és nemzetközi díjat nyert. Első nagyjátékfilmje, az ugyancsak magyar–német koprodukcióban készült Szerdai gyerek elnyerte az 50. Karlovy Vary-i Nemzetközi Filmfesztivál East of the West kategóriájának fődíját, és a filmkritikusokból álló zsűri FEDEORA-díját, majd számos további díjjal jutalmazták világszerte.
2016-ban Horvát Lili Csernátony Dóra kreatív producerrel együtt megalakította a Poste Restante filmgyártó vállalatot.  A cég első produkciója, Horvát második nagyjátékfilmje, a Felkészülés meghatározatlan ideig tartó együttlétre a 2020-as velencei filmfesztivál Giornate degli Autori versenyszekciójában mutatkozott be. Operatőre a Mindenki című Oscar-díjas filmet is jegyző Maly Róbert. A film a Chicagói Nemzetközi Filmfesztiválon a legjobb új filmrendező kategóriában az Arany Hugo-díjat kapta. A film megkapta Varsóban a FIPRESCI-díjat; a fődíjjal együtt három díjat nyert el a Valladolidi Nemzetközi Filmfesztiválon, és a fődíjat nyerte el a Philadelphiai Filmfesztiválon is. A filmet hivatalosan nevezték az Oscar-díjra a nemzetközi filmek kategóriájában.
A forgatókönyvírás és a filmrendezés mellett Horvát Lili novellákat ír, ezek a Holmi, illetve a 2000 című folyóiratokban jelentek meg. Színészként kisebb szerepekben feltűnt Mundruczó Kornél Fehér Isten című filmjében, valamint Enyedi Ildikó több munkájában is (Európából Európába; Terápia).
Horvát Lili 2020-tól használja így a vezetéknevét – korábbi munkáin Horváth-ként szerepelt.

## Filmográfia
Filmjei a Nemzeti Filmintézet adatbázisában és weblapján:
- Vakáció, kisjátékfilm, rendező (2006)
- Budapest ostroma, dokumentumfilm-sorozat, rendező (2007)
- Uszodai tolvaj, kisjátkfilm, rendező, forgatókönyvíró (2007)
- Hajónapló, filmsorozat 8. epizód, Hazafelé, rendező (2009)
- Napszúrás, magyar-német kisjátékfilm, rendező, forgatókönyvíró (2009)
- Fehér isten, szereplő (2014)
- Szerdai gyerek, filmdráma, rendező, forgatókönyvíró (2015)
- Felkészülés meghatározatlan ideig tartó együttlétre, romantikus dráma, rendező, forgatókönyvíró, producer (2020)

## Díjai, elismerései
- Felkészülés meghatározatlan ideig tartó együttlétre (2020)

Antalyai Nemzetközi Filmfesztivál, a legjobb színésznő díja: Stork Natasa
Európai kritikusok díja – FIPRESCI-díj, Varsó
Valladolidi Filmfesztivál, fődíj, rendezői díj, legjobb színésznő díja: Stork Natasa
Le Arcs-i Filmfesztivál, a legjobb alakítás díja: Stork Natasa
Chicagói Nemzetközi Filmfesztivál, Arany Hugo-fődíj
Philadelphiai Filmfesztivál, a legjobb játékfilm
Al Este Filmfesztivál (Argentína, Kolumbia, online), a legjobb film díja
Hivatalos Oscar-jelölés a nemzetközi filmek kategóriájában
Magyar Filmkritikusok Díja, legjobb forgatókönyv
- Szerdai gyerek (nagyjátékfilm, 2015)

Karlovy Vary International Film Festival, East of the West fődíj, Fedeora kritikusok díja
Filmfestival Cottbus, legjobb rendezés díja
Kolkata International Film Festival, fődíj
Trieste Film Festival, fődíj
Magyar Filmkritikusok díja, különdíj, legjobb női epizódalakítás: Börcsök Enikő
Cinelink, Szarajevó, Living Pictures díj
Festival A L'Est Du Nouveau, Rouen, legjobb alakítás díja, Vecsei Kinga
Festival International du Film d'Amour, Mons, európai verseny nagydíj
- Hazafelé (televíziós film, 2010)

42. Magyar Filmszemle, elismerő oklevél
- Napszúrás (kisjátékfilm, 2009)

Robert Bosch Stiftung, koprodukciós díj
Magyar Filmkritikusok díja, legjobb kisjátékfilm; legjobb női epizódalakítás: Péterfy Bori
Festival Silhouette, Paris, fődíj; legjobb alakítás díja: Törőcsik Franciska; a diákzsűri elismerő oklevele
Cinefest, Miskolc, legjobb kisjátékfilm díja
Sleepwalkers Festival, Tallinn, legjobb fikciós film díja
Plus Camerimage Festival, Łódź, Bronze Tadpole díj
- Uszodai tolvaj (kisjátékfilm, 2007)

Mediawave Fesztivál, legjobb ifjúsági film díja
Faludi Filmszemle, filmegyetemi kategória fődíj
- Vakáció (kisjátékfilm, 2006)

38. Magyar Filmszemle, elismerő oklevél

## Szépirodalmi publikációi
- Boulder Creek (novella, Holmi, 2013/4.)[24]
- Eddie (novella, 2000, 2013/1.)[25]
- Percy szeme (novella, Körkép antológia, Magvető Kiadó, 2012)[26]
- Percy szeme; Kenneth és Laura; A gép szíve (novellák, 2000, 2011/4.)[27]